# Explosionen i Brazzaville 2012
Explosionen i Brazzaville 2012 var en olycka då flera vapendepåer i Brazzaville, huvudstad i Republiken Kongo, antändes den 4 mars 2012. Åtminstone 250 personer omkom, 2 300 skadades, och minst 13 800 blev hemlösa.